# 格哈德·黑茨

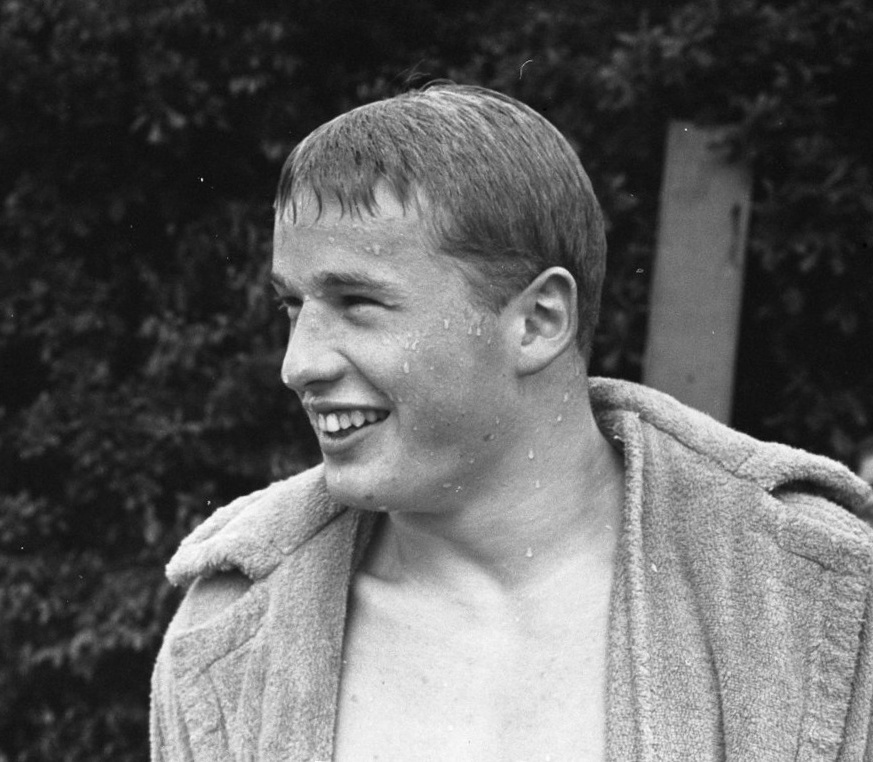
奥拉夫·路德维希 (1962年)

格哈德·黑茨（德語：Gerhard Hetz，1942年7月13日—2012年5月19日），德国男子游泳运动员。他曾代表德国联队参加1960年和1964年夏季奥林匹克运动会游泳比赛，获得一枚银牌和一枚铜牌。